# Guy Lehoux
Guy Lehoux (* 19. Oktober 1971 in Disraeli, Québec) ist ein ehemaliger deutsch-kanadischer Eishockeyspieler, der neun Spielzeiten in der Deutschen Eishockey Liga und sieben in der American Hockey League aktiv war.

## Karriere
Lehoux begann seine Karriere 1988 in der kanadischen Juniorenliga Québec Major Junior Hockey League bei den Chicoutimi Saguenéens. Dort spielte er nur eine Spielzeit und wechselte anschließend innerhalb der Liga zu den Drummondville Voltigeurs. In Drummondville konnte sich der Linksschütze stetig verbessern und erzielte in seinem zweiten Jahr in 63 Spielen gute 34 Scorerpunkte. Folgerichtig wurden die Verantwortlichen der Toronto Maple Leafs auf den damals 20-jährigen aufmerksam. Während des NHL Entry Draft 1991 wählten sie ihn in der neunten Runde an insgesamt 179. Position aus.
Daraufhin wechselte Lehoux in die American Hockey League zu den St. John’s Maple Leafs, dem damaligen Farmteam der Toronto Maple Leafs. Der 1,80 m große Verteidiger gehörte sofort zum Stammkader und ließ mehrmals sein Talent aufblitzen. Trotz guter Leistungen bekam er nie die Chance, sich in der NHL zu beweisen. Schließlich entschied er sich zur Spielzeit 1997/98 für einen Wechsel in die DEL zu den Schwenninger Wild Wings. Auch in Schwenningen konnte er überzeugen und sich für ein Engagement in der NHL empfehlen. Zum Ende der Saison erhielt er erneut ein Angebot der Toronto Maple Leafs, welches er letzten Endes auch annahm. Nachdem er dort nur in deren Farmteam eingesetzt worden war, kehrte Lehoux zur Saison 1998/99 zu den Wild Wings zurück.
Im Sommer 2000 zog es ihn zu den Nürnberg Ice Tigers, für die er in der Folgezeit fünf Jahre aufs Eis ging. Dort gehörte er zu den Leistungsträgern im Team und war darüber hinaus einer der Publikumslieblinge. Seine beste Saison war zugleich auch seine letzte in Nürnberg. In der Saison 2003/04 konnte er in 51 Spielen 21 Scorerpunkte erzielen und wies zudem eine Plus/Minus-Statistik von +18 auf. Nach einem kurzen Intermezzo bei den Krefeld Pinguinen, unterschrieb er 2005 einen Vertrag bei den Kassel Huskies, mit denen er in seiner ersten Spielzeit in die 2. Bundesliga abstieg. Nach einem knapp verpassten direkten Wiederaufstieg im Jahr 2007, gelang der Aufstieg eine Saison später. Guy Lehoux profilierte sich in dieser Zeit als wichtige Stütze in der Defensive der Huskies. Trotzdem wurde sein auslaufender Vertrag nicht verlängert.
Schließlich waren es die Verantwortlichen der Schwenninger Wild Wings, die ihn von einem erneuten Engagement bei seinem langjährigen Arbeitgeber überzeugen konnten. Guy Lehoux spielte ab der Saison 2008/09 wieder bei den Wild Wings in der 2. Bundesliga. Sein Vertrag lief bis zum Ende der Saison 2009/10 und wurde nicht verlängert. Seitdem war er zunächst vereinslos, ehe ihn die Sherbrooke Saint-François verpflichteten.

## Erfolge und Auszeichnungen
- 2008 Meister der 2. Bundesliga und Aufstieg in die DEL mit den Kassel Huskies

## DEL-Statistik
(Stand: Ende der Saison 2008/09)